# ジョセフ・ルーベン
ジョセフ・ルーベン（Joseph Ruben、1950年5月10日 - ）は、アメリカ合衆国の映画監督、脚本家、映画プロデューサーである。

## 経歴
1950年5月10日、ニューヨーク州ブライアクリフ・マナーに生まれる。『俺たちに明日はない』と『卒業』を見た1967年から、映画製作の道を志すようになる。ミシガン大学とブランダイス大学で学んだ。
1974年、ジョン・サヴェージ主演の『The Sister-in-Law』で映画監督デビューを果たす。ジュリア・ロバーツ主演の『愛がこわれるとき』で成功を収めた。2004年、ジュリアン・ムーア主演の『フォーガットン』を監督する。

## フィルモグラフィー

### 映画
- The Sister-in-Law（1974年） - 監督・脚本・製作
- 高校生活 The Pom Pom Girls（1976年） - 監督・脚本・製作
- メラニー・グリフィスの セクシー・ジョイライド Joyride（1977年） - 監督・脚本
- ウィニング・シーズン 勝利の季節 Our Winning Season（1978年） - 監督
- Gorp（1980年） - 監督
- ドリームスケープ Dreamscape（1984年） - 監督
- W/ダブル The Stepfather（1987年） - 監督
- トゥルー・ビリーヴァー はぐれ弁護士の執念 True Believer（1989年） - 監督
- 愛がこわれるとき Sleeping with the Enemy（1991年） - 監督
- 危険な遊び The Good Son（1993年） - 監督・製作
- マネートレイン Money Train（1995年） - 監督
- リターン・トゥ・パラダイス Return to Paradise（1998年） - 監督
- フォーガットン The Forgotten（2004年） - 監督
- ブラインド・フィアー Penthouse North（2013年） - 監督・製作